# Neoneuromus
Neoneuromus là một chi đặc hữu của vùng Indomalaya với 13 loài. Ấu trùng sinh sản ở các suối trên núi. Con trưởng thành to lớn với chiều dài cánh trước từ 43 đến 68 mm và cơ thể có màu vàng đến đỏ hoặc nâu với những vết đen trên đầu. Các cánh được đánh dấu bằng hoa văn sẫm màu trong màng và dọc theo các đường gân.

## Các loài
- Neoneuromus indistinctus Liu, Hayashi & Yang, 2018
- Neoneuromus maculatus Liu, Hayashi & Yang, 2018
- Neoneuromus niger Liu, Hayashi & Yang, 2018
- Neoneuromus similis Liu, Hayashi & Yang, 2018
- Neoneuromus vanderweelei Liu, Hayashi & Yang, 2018
- Neoneuromus coomani Lestage, 1927
- Neoneuromus orientalis Liu & Yang, 2004
- Neoneuromus tonkinensis (van der Weele, 1907)
- Neoneuromus fenestralis (McLachlan, 1869)
- Neoneuromus ignobilis (Navás, 1932)
- Neoneuromus latratus (McLachlan, 1869)
- Neoneuromus sikkimmensis (van der Weele, 1907)
- Neoneuromus maclachlani (van der Weele, 1907)